# 10-Deacetylbaccatin III
10-Deacetylbaccatin III ist ein Vertreter der Deacetylbaccatine, einer Gruppe eng miteinander verwandter Naturstoffe, die aus Eiben (Taxus) gewonnen werden. Es ist ein Ausgangsmaterial für die Herstellung von Medikamenten gegen Krebs.

## Geschichte und Vorkommen

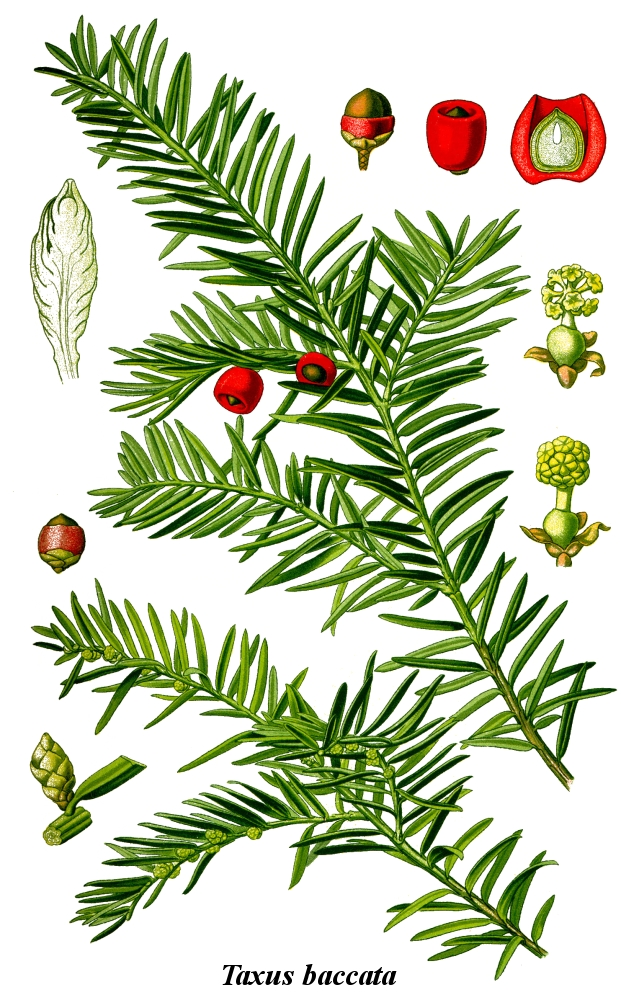
Pflanzenteile der Europäischen Eibe

10-Deacetylbaccatin gehört ebenso wie das Antitumormittel Taxol zu den natürlich vorkommenden Taxanen. Taxol (Paclitaxel) und andere Vertreter dieser Stoffklasse hemmen das Zellwachstum bzw. die Zellteilung und werden daher in der Bekämpfung von Krebserkrankungen angewandt. Das hohe Interesse an 10-Deacetylbaccatin III liegt in den Schwierigkeiten begründet, Taxol und andere Taxane in kommerziellen Mengen herzustellen. Taxol kann unter anderem aus der Rinde der Pazifischen Eibe (Taxus brevifolia) gewonnen werden, einem strauchartigen Baum, der im Nordwesten von Kanada und den USA beheimatet ist und dort in zerstreuten Beständen vorkommt. Weil die Pazifische Eibe nur sehr langsam wächst, ist die Rinde erst bei etwa 100 Jahre alten Bäumen dick genug, um aus ihr Taxol zu gewinnen. Der Gehalt an Taxol in der Rinde beträgt nur etwa 0,01–0,02 %. Für die Gewinnung von 1 g Taxol – dies entspricht lediglich der Hälfte der Menge, die in einem typischen Behandlungszyklus für einen Patienten benötigt wird – ist daher die Rinde von drei ausgewachsenen Bäumen notwendig. Die Gewinnung von Taxol aus der Rinde der Pazifischen Eibe führt zur Zerstörung des Baumes, alleine für die ersten klinischen Versuche mit Taxol mussten 13.000 Bäume gefällt werden. Rechnungen ergaben, dass eine Kommerzialisierung von Taxol nur mit Eibenrinde als Quelle in wenigen Jahren zur vollständigen Ausrottung der Eibe geführt hätte. 10-Deacetylbaccatin ist demgegenüber eine nachhaltigere Quelle für Taxan-basierte Arzneimittel: Es findet sich in deutlich höheren Mengen von bis zu 0,2 % auch in anderen Eibenarten (zum Beispiel in der Europäischen Eibe) und ist nicht nur in der Rinde enthalten, sondern kann unter Schonung des Eibenbestandes aus nachwachsenden Nadeln und Zweigen gewonnen werden.

## Darstellung und Verwendung
10-Deacetylbaccatin wird aus Nadeln und Ästen von verschiedenen Eibenarten durch Extraktion gewonnen. Die Verbindung kann in wenigen Schritten zu Taxol umgesetzt werden. Auch das Antitumormittel Cabazitaxel ist aus 10-Deacetylbaccatin III halbsynthetisch zugänglich.

## Nachweis
Zum Nachweis der Verbindung können u. a. immunologische Nachweisverfahren eingesetzt werden.